# Epidesmia perfabricata
Epidesmia perfabricata is een vlinder uit de familie van de spanners (Geometridae). De wetenschappelijke naam van de soort is voor het eerst geldig gepubliceerd in 1861 door Walker.